# Abdoulaye Koumaré
Ne doit pas être confondu avec Abdoulaye Soumaré.
Abdoulaye Koumaré est un militaire et homme politique malien né le 12 octobre 1972 à Kadiolo.

## Biographie
Abdoulaye Koumaré a suivi une formation en école militaire, notamment au Prytanée militaire de Kati et à l'École militaire interarmes de Koulikoro. 
Il est titulaire d'un diplôme d’études universitaires générales en sciences d’organisation  économiques et financières, obtenu en 2003 à Hambourg à  l’Université de l’armée fédérale d’Allemagne. 
Abdoulaye Koumaré est nommé en mai 2007 directeur administratif et financier adjoint puis en juillet 2008 directeur administratif et financier de l’École de maintien de la paix Alioune Blondin Beye de Bamako.
Le 20 août 2012, il est nommé Ministre des Transports et des Infrastructures routières dans le deuxième Gouvernement Cheick Modibo Diarra. Le 15 décembre 2012, il devient ministre de l'Équipement et des Transports dans le Gouvernement Diango Cissoko.
Il est reconduit à ce poste, le 8 septembre 2013, dans le gouvernement de Oumar Tatam Ly, après l'élection de Ibrahim Boubacar Keïta à la présidence de la république le 15 août 2013, en contrepartie de l'appui que les militaires ont apporté à l'élection d'IBK. 